# Tacuba (estación)
Tacuba es una de las estaciones que forman parte del Metro de la Ciudad de México, es la correspondencia de la Línea 2 y la Línea 7. Se ubica al poniente de la Ciudad de México, en la alcaldía Miguel Hidalgo.

## Información general
El nombre hace referencia a la colonia y a la Calzada México-Tacuba donde se ubica la estación. El nombre Tacuba, deriva del náhuatl "Tlacopan", que significa "tierra florida". Esto explica el logotipo de la estación, que muestra tres flores. Otra interpretación de la toponimia es "lugar de mimbres". Tlacopan era uno de los reinos que formaban la Triple Alianza con Tenochtitlán.
Una de sus salidas está junto a la Parroquia de San Gabriel Arcángel (donde se encuentra una figura del Niño Jesús que suele ser vestida con el uniforme de la Selección de fútbol de México. También existe un busto del tenor español Plácido Domingo).
En septiembre de 1970 esta estación funcionó como terminal de la línea 2 hasta que finalmente, en 1984, fue ampliada a Cuatro Caminos; mientras que en diciembre de ese mismo año lo hizo en la Línea 7 antes de ser llevada a El Rosario, en 1988.

### Afluencia
En 2014 la estación presentó una afluencia promedio anual de 34,192 personas para la Línea 2.
| Tipo de día   | Afluencia promedio |
| ------------- | ------------------ |
| Día laboral   | 37,063             |
| Fin de semana | 28,523             |
| Día festivo   | 19,298             |
| Total anual   | 34,192             |

Las siguientes tablas muestran la afluencia de la estación (por línea) en los últimos 10 años:
| Afluencia Anual de Pasajeros (Línea 2) | Afluencia Anual de Pasajeros (Línea 2) | Afluencia Anual de Pasajeros (Línea 2) | Afluencia Anual de Pasajeros (Línea 2) | Afluencia Anual de Pasajeros (Línea 2) | Afluencia Anual de Pasajeros (Línea 2) |
| -------------------------------------- | -------------------------------------- | -------------------------------------- | -------------------------------------- | -------------------------------------- | -------------------------------------- |
| Año                                    | Afluencia                              | A Diario                               | Ranking                                | Incremento                             | Ref.                                   |
| 2024                                   | -                                      | -                                      | -                                      | -                                      |                                        |
| 2023                                   | 10,382,962                             | 28,446                                 | 23°/187                                | -10.39%                                | [ 1 ]                                  |
| 2022                                   | 9,405,769                              | 25,769                                 | 21°/175                                | +34.48%                                | [ 1 ]                                  |
| 2021                                   | 6,994,297                              | 19,162                                 | 26°/195                                | -9.32%                                 | [ 3 ]                                  |
| 2020                                   | 7,713,207                              | 21,074                                 | 23°/195                                | -36.16%                                | [ 4 ]                                  |
| 2019                                   | 12,081,287                             | 33,099                                 | 35°/195                                | +1.52%                                 | [ 5 ]                                  |
| 2018                                   | 11,900,680                             | 32,604                                 | 33°/195                                | -6.17%                                 | [ 6 ]                                  |
| 2017                                   | 12,683,462                             | 34,749                                 | 27°/195                                | -6.69%                                 | [ 7 ]                                  |
| 2016                                   | 13,592,650                             | 37,138                                 | 25°/195                                | -2.53%                                 | [ 8 ]                                  |
| 2015                                   | 13,944,900                             | 38,205                                 | 22°/195                                | +1.06%                                 | [ 9 ]                                  |

| Afluencia Anual de Pasajeros (Línea 7) | Afluencia Anual de Pasajeros (Línea 7) | Afluencia Anual de Pasajeros (Línea 7) | Afluencia Anual de Pasajeros (Línea 7) | Afluencia Anual de Pasajeros (Línea 7) | Afluencia Anual de Pasajeros (Línea 7) |
| -------------------------------------- | -------------------------------------- | -------------------------------------- | -------------------------------------- | -------------------------------------- | -------------------------------------- |
| Año                                    | Afluencia                              | A Diario                               | Ranking                                | Incremento                             | Ref.                                   |
| 2024                                   | -                                      | -                                      | -                                      | -                                      |                                        |
| 2023                                   | 2,623,681                              | 7,188                                  | 138°/187                               | +5.93%                                 | [ 1 ]                                  |
| 2022                                   | 2,476,878                              | 6,785                                  | 142°/175                               | +19.00%                                | [ 1 ]                                  |
| 2021                                   | 2,081,340                              | 5,702                                  | 138°/195                               | +28.91%                                | [ 3 ]                                  |
| 2020                                   | 1,614,531                              | 4,411                                  | 162°/195                               | -49.12%                                | [ 4 ]                                  |
| 2019                                   | 3,173,516                              | 8,694                                  | 160°/195                               | +0.62%                                 | [ 5 ]                                  |
| 2018                                   | 3,153,828                              | 8,640                                  | 161°/195                               | +7.40%                                 | [ 6 ]                                  |
| 2017                                   | 2,936,455                              | 8,045                                  | 165°/195                               | -1.91%                                 | [ 7 ]                                  |
| 2016                                   | 2,993,642                              | 8,179                                  | 164°/195                               | +5.01%                                 | [ 8 ]                                  |
| 2015                                   | 2,850,926                              | 7,810                                  | 155°/195                               | -1.98%                                 | [ 9 ]                                  |

## Conectividad

### Salidas
- Por línea 2 al Surponiente: Plaza de locales comerciales y paraderos Colonia Tacuba.
- Por línea 2 al Suroriente: Parroquia de San Gabriel Arcángel Colonia Tacuba.
- Por línea 2 al Norte: Calzada México Tacuba s/n Colonia Tacuba.
- Por línea 7 al Oriente: Calzada México-Tacuba y Golfo de Bengala Colonia Tacuba.
- Por línea 7 al Poniente: Golfo de México y Golfo de Bengala Colonia Tacuba.

### Conexiones
Existen conexiones con las estaciones y paradas de diversos sistemas de transporte:
- Algunas rutas del RTP.
- La estación cuenta con un CETRAM.

## Sitios de interés
- Mercado Tacuba
- Parroquia de San Gabriel Arcángel